# Die Schildkröten
Die Schildkröten ist ein exilliterarischer Roman von Veza Canetti, den sie 1939 unter dem Pseudonym Veza Magd verfasste. Er wurde posthum 1999 im Carl Hanser Verlag veröffentlicht.

## Entstehungsgeschichte

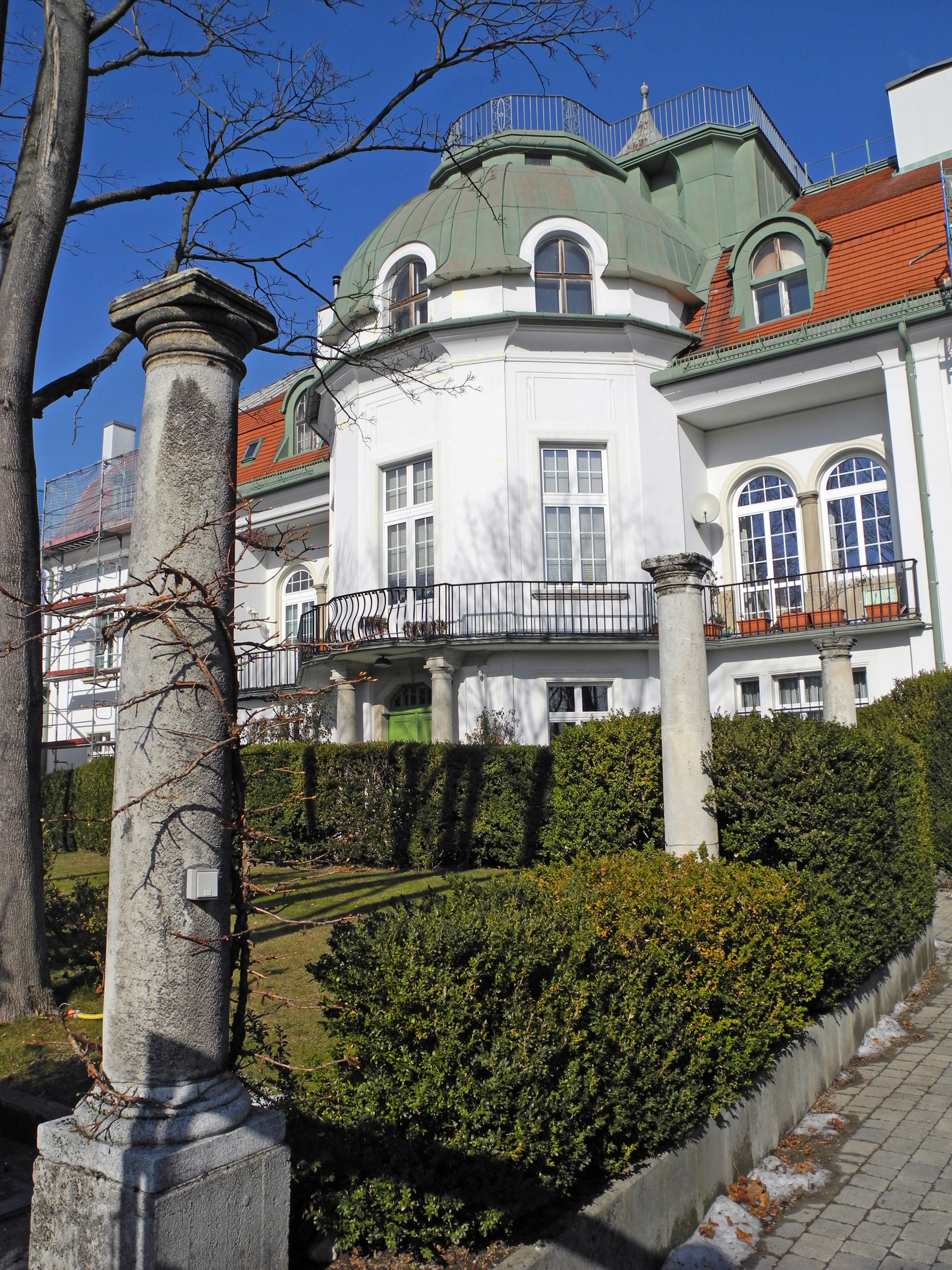
Himmelstraße 30, Wien

Das Buch entstand kurz nach Veza Canettis Flucht aus Wien am 19. November 1938 mit ihrem Ehemann Elias Canetti. Veza Canetti schrieb den Roman zwischen Januar und Oktober 1939 im Londoner Exil, nachdem sie über Paris nach England gekommen war.
Das Werk ist, wie Exilliteratur oftmals, stark autobiografisch geprägt. In ihm verarbeitet Veza Canetti Zeitgeschichte und autobiographisches Erleben literarisch verfremdend und reflektiert ihr Leben im austrofaschistischen Bundesstaat Österreich und die Judenverfolgung nach dem Anschluss Österreichs in den letzten Monaten vor ihrer Flucht. Als Vorbild für das Haus ihrer Romanfiguren diente ihre am 2. September 1935 bezogene Wohnung in der Himmelstraße 30 im Wiener Stadtteil Grinzing.
Im Juli 1939 wurde das Buch von einem englischen Verlag angenommen. Die geplante Veröffentlichung wurde durch den Ausbruch des Krieges verhindert. Erst 1999 konnte es aus dem Nachlass ihres Mannes verlegt werden. 2001 erschien es in englischer Übersetzung unter dem Titel The Tortoises.

## Inhalt
Der Roman spielt in Wien ab Juli 1938 nach dem Anschluss Österreichs im März bis wenige Tage nach den Novemberpogromen von 1938 und stellt die Alltagswelt im „Dritten Reich“ dar. Beschrieben wird die Verfolgung des jüdischen Ehepaars Andreas und Eva Kain und außerdem das komplizierte Verhältnis von Andreas Kain zu seinem älteren Bruder Werner und ihre unterschiedliche Sicht auf die Welt.
Der sensible jüdische Gelehrte und Dichter Kain und seine Frau Eva leben in Wien in einer Villa am Stadtrand. Nach dem Einmarsch der Nationalsozialisten beginnt die Stimmung in der Stadt immer mehr einer „Treibjagd“ auf jüdische Mitbürger zu ähneln. Das Ehepaar entscheidet sich widerstrebend für die Emigration, muss aber auf das in England beantragte, notwendige Visum warten. Kain sucht Zuflucht in der Literatur, speziell in der Lektüre der homerischen Odyssee, während Eva, täglich konfrontiert mit wachsenden antisemitischen, aber auch misogynen Diskriminierungen, immer verzweifelter zur Flucht drängt und vor dem Verlust ihrer Heimat und ihres bisherigen Lebens kapituliert hat. Kain sorgt sich zudem um seine literarischen Ausdrucksmöglichkeiten in einem fremdsprachigen Land. Kains Bruder Werner will das Land, zu dem er als Geologe eine enge Bindung hat, trotz Visum nicht verlassen, auch wenn Kain nur mit ihm zusammen gehen will.
Hilfe erhalten Eva und Kain durch eine Freundin, die im Nachbarhaus wohnende unerschrockene, jüdische Bankierstochter Hilde. Diese versucht, das Vertrauen des SA-Mannes Baldur Pilz zu gewinnen, um mit dem unerlaubterweise vom Bankkonto abgehobenen Geld ihres reichen Vaters ein zur Flucht ihrer Freunde benötigtes Flugzeug zu beschaffen, während Pilz den beiden Frauen nachstellt. Der Plan schlägt fehl und Hildes ahnungsloser Vater wird verhaftet. Die Situation wird für die Protagonisten immer bedrohlicher, als die Repressalien durch die Nationalsozialisten zunehmen, jüdische Wohnungen und Firmen geplündert, enteignet und Synagogen in Brand gesteckt werden. Nachdem das Ehepaar Kain nach der Inbesitznahme ihres Hauses durch Pilz gezwungen ist, sich dort in ein winziges Zimmer zurückzuziehen, müssen sie schließlich am Vorabend von Jom Kippur zu Kains Bruder in dessen kleine Stadtwohnung, bestehend aus einem Zimmer und einer Küche, ziehen. Dort ist auch der jüdische Untermieter Felberbaum zwangseinquartiert, der durch den SA-Mann Pilz sein Kino verloren hat und ebenso wie Kain auf sein Visum wartet.
Nach den Novemberpogromen eskaliert die Lage zunehmend. Durch eine Verwechslung wird Werner anstelle seines Bruders Kain von der SS abgeholt und in das KZ Buchenwald deportiert, wo er, entkräftet durch die Zwangsarbeit in einem Steinbruch, stirbt. Mit dem endlich erteilten Ausreisevisum gelangen Kain und Eva schließlich in einem Zug außer Landes, nachdem sie von der zurückbleibenden Hilde, die auf ihren verhafteten Vater wartet, und Felberbaum, der noch immer kein Visum hat, verabschiedet wurden. Als sie an der Grenze nach Devisen oder Schmuck gefragt werden, verneint Kain, während Eva antwortet: „Wir haben ein Wertobjekt. Ja. Die Asche unseres Bruders!“

## Themen und Einordnung der Figuren
Ein zentrales Thema des Romans sind die Begriffe „Exil“ und „Heimat“ und deren Bedeutung. Anhand der verschiedenen Protagonisten entwirft Canetti divergierende Heimat- und Exilvorstellungen. Sie wirft so die Frage auf, inwieweit das Gefühl von „Heimat“ von einer gemeinsamen Sprache und Verständigung, der Verwurzelung in einem Land und dem Interagieren mit den Mitmenschen abhängt und bedingt wird.
Canetti dekonstruiert anhand ihrer Figuren die propagierte nationalsozialistische Rassentheorie und die daraus folgende Nationalsozialistische Rassenhygiene, die von der Lesbarkeit körperlicher Merkmale ausgeht, als lächerlich und aberwitzig und entlarvt den Antisemitismus als absurdes Konstrukt. Ihre Protagonisten entziehen sich einer eindeutigen Kategorisierung. Der jüdischen Bankierstochter Hilde und Andreas Kain gibt Canetti als „arisch“ geltende körperliche Merkmale, während sie dem SA-Mann Pilz als in der NS-Zeit jüdisch geltende Merkmale beistellt.
Die Heterogenität der jüdischen Gemeinschaft mit voneinander abweichenden Interpretationen „jüdischer Identität“ werden in der Gegenüberstellung von Felberbaum mit dem Ehepaar Kain aufgezeigt. Der ehemalige Kinobetreiber und gläubige Jude Felberbaum wird als tragikomische Figur dargestellt, in welcher der Typ des Schlemihl erkennbar ist, „der im 19. Jahrhundert zur Hauptfigur jüdischer Humoristen wurde“ und danach trachtet, seine Mitmenschen auch im Elend aufzuheitern. In ihrem selbstlosen Engagement für ihre Mitmenschen ist die großgewachsene und blonde Hilde, die „als geradezu verzweifelt optimistische Figur“ erscheint, Felberbaum ähnlich. Beide „setzen sie Zeichen der Zuversicht und Hand in Hand damit Zeichen eines aus Heiterkeit erwachsenen Widerstands, der nicht bereit ist, sich der omnipräsenten Angst und Trauer vollständig zu beugen“.
Das kultivierte, gebildete und kosmopolitische Ehepaar Kain gehört zu den säkular lebenden Juden, die die Verordnungen und Judengesetze des NS-Staates als „stigmatisierende Zuordnung zu einer jüdischen Zwangsgemeinschaft“ empfinden. Andreas Kain ist ein feinsinniger, empfindsamer Gelehrter und Dichter, Eva Kain seine aufopferungsvolle Frau und Muse. Werner Kain wird als erd- und heimatverbundener Geologe, Junggeselle und verschrobener Sonderling beschrieben, der sich weigert, ins Exil zu gehen, obwohl er aus dem wissenschaftlichen Institut entlassen wurde. Ihre Entfremdung vom Judentum zeigt sich beispielhaft daran, dass sie, im Gegensatz zu Felberbaum, die Fastentradition an Jom Kippur nicht einhalten und Kain später den Talmud explizit nicht ins Exil mitnimmt.
Der SA-Mann Baldur Pilz wird als Versager dargestellt, der seine Minderwertigkeitsgefühle mit der Autorität, die ihm das Tragen einer Uniform verleiht, und der Zugehörigkeit zur Partei zu kompensieren versucht. Er äußert sich nur in eingelernten Phrasen, ist ungebildet, unkultiviert und steht als Kontrastfigur zum Ehepaar Kain. In Gesprächen mit ihnen tritt seine intellektuelle Unterlegenheit und rhetorische Unbeweglichkeit zutage.

## Sprachliche Mittel und Symbolik
Canetti verwendet als erzählerisches Mittel zahlreiche humorvolle, wundersame und fantastische Binnenerzählungen innerhalb der Rahmenhandlung. Fast alle ihre Figuren entwickeln gegen Tendenzen des Rückzugs und des Verstummens das Geschichtenerzählen als aktive Strategie, deren Auslöser jeweils eine Krisensituation ist. „Mit dem Erzählen wider die Angst und Trauer stehen ‚Die Schildkröten‘ in einer Tradition jüdischen bzw. aggadischen Erzählens“. Damit greift die Autorin zudem auf die Tradition des Humors als ein Konzept des Widerstands, das sich aus der jüdischen Geschichte und Exilerfahrung erklären lässt, zurück.
Die Schildkröten in Canettis Buch sind ein Leitmotiv und haben Symbolcharakter. Kain verhindert etwa, dass Schildkröten vom Holzschnitzer das Hakenkreuz in den Panzer gebrannt wird, um sie in seiner Verkaufsbude besser verkaufen zu können „zum Andenken an die ‚fröhlichste Stadt Zentraleuropas‘ – ein Ehrentitel, den das Wien der Vorkriegszeit tatsächlich mit Stolz trug“. Die Schildkröten können als Allegorie der verfolgten Juden gelesen werden. „Doch selbst sie verschwinden, wie die Juden, nach und nach von der Bildfläche“. Andererseits verkörpern die Tiere das Konzept eines „portativen Vaterlandes“, die ihre „Heimat mit sich, auf ihrem Rücken“ tragen, und stehen so symbolisch als Ausdruck der jüdischen Diaspora und für eine deterritoriale Konzeption von Heimat. Innerhalb des Buches finden sich zahlreiche Belegstellen für eine positive wie auch für eine negative Besetzung der Schildkröte, etwa wenn Werner Kain mit ihr verglichen wird: „Sie hat ein schweres Leben, wenn sie auf den Rücken fällt. Sie muß verhungern, sie kann sich nicht umwenden. Ihr Haus ist zugleich ihr Tod. Werners Haus ist seine Heimat“.
Auch viele der Namen sind hintergründig. So heißt der SA-Mann, der Evas und Kains Wohnung okkupiert und sich dort ausbreitet, „Pilz“. Canetti greift auf alttestamentarische und mythische Erzählungen, Motive und Figuren zurück: Ebenso wie ihre biblische Namensgeberin Eva aus dem Paradiesgarten vertrieben wird, muss Eva Kain ihr Heim mit „paradiesischem Garten“ verlassen. Derselben Chronologie wie in der Bibel folgend steht danach der Tod von Andreas Kains Bruder Werner und Kains Gang ins Exil. Damit evoziert Canetti „zwei biblische Vertreibungsgeschichten und damit zwei Urmodelle des Exils“. Allerdings ist Andreas Kain zwar ebenso schuld am Tod seines Bruders, aber nur indirekt und nicht von ihm gewünscht, anders als in der biblischen Erzählung von Kain und seinem Bruder Abel.

## Rezeption
Heinz-Ludwig Arnold befindet im Deutschlandfunk, dass dem gesamten Buch eine „sprachliche Überhöhung“ zu eigen sei. Die Prosa bleibe deshalb distanziert, wirke manchmal lakonisch und die Dialoge seien häufig „reflexiv überlastet“. Nur in der Darstellung des Juden Felberbaum zeige sich „die große, weil einfache Kunst der Menschendarstellung Veza Canettis.“
Ute Baumeister urteilt in literaturkritik.de, Veza Canetti halte zu ihren Figuren „eine seltsam starre Distanz“, die dadurch erst ganz zum Schluss an Kontur gewönnen. Durch ihre fast unpersönliche und spröde Schilderung und sperrigen Dialoge würde das Geschehen noch beklemmender wirken und entfalte oft erst im Nachhinein seine Wirkung.
Gerhild Rochus schreibt im Handbuch der deutschsprachigen Exilliteratur: Von Heinrich Heine bis Herta Müller, die traumatische Erfahrung der Protagonisten finde ihre Entsprechung in einem „pathetischen Ton“, der die grotesken Passagen immer wieder ins Pathos kippen lasse. Entgegen der gängigen Forschungsmeinung sieht sie diesen Ton nicht als Schwäche des Romans, sondern als ein bewusst eingesetztes literarisches Verfahren, um den leidvollen Erfahrungen des Exils sprachlich gerecht zu werden.
Heinz-Ludwig Arnold kritisiert im Deutschlandfunk, dass vor allem die ersten Kapitel des Romans am schwächsten seien, in denen der Nazi Pilz wie eine „zwar kleinbürgerlich geschmacklose, aber doch zum ernsthaften menschlichen Miteinander scheinbar fähige und letztlich immer noch positive Figur“ dargestellt werde. Dem gegenüber urteilt der Beitrag in der Deutschen Welle, Canetti beschreibe in klaren Worten, „was menschliche Niedertracht vermag und wie sich andererseits Menschen selbst in höchster Not Menschlichkeit, Würde und Selbstachtung bewahren.“ Auch K. Eckberg lobt in Sandammeer – Die virtuelle Literaturzeitschrift die scharfsinnigen Dialoge und „erhabene Würde und Klarheit der Worte“. Die überwiegend nüchternen Darstellungen der menschlichen Abgründe der Romanfiguren entlarvten sich und ihr Weltbild auf eine Weise, „die den Leser im Innersten berührt. Keine leichte, allerdings eine unverzichtbare Kost“. Ute Baumeister zieht in literaturkritik.de das Fazit, der Roman sei nicht schnell konsumierbar, sondern verlange viel Konzentration, und Sabine Kieselbach befindet in der Deutschen Welle, das todtraurige Buch beweise, dass Canetti eine der wichtigen Autorinnen und Autoren des 20. Jahrhunderts sei.

## Buchausgaben
- Veza Canetti: Die Schildkröten. Carl Hanser Verlag, München 1999, ISBN 978-3-446-19478-6
- Veza Canetti: Die Schildkröten. Taschenbuch, dtv Verlagsgesellschaft, München 2002, ISBN 978-3-423-12992-3
- Veza Canetti: The Tortoises, englische Übersetzung von Ian Mitchell. Verlag New Directions, New York 2001, ISBN 978-0-8112-1468-1
- Veza Canetti: Die Schildkröten. Taschenbuch, Fischer Taschenbuch Verlag, Frankfurt am Main 2011, ISBN 978-3-596-18414-9